# Coleosporium carneum
Coleosporium carneum är en svampart som först beskrevs av Louis-Augustin Bosc d’Antic, och fick sitt nu gällande namn av H.S. Jacks. 1918. Coleosporium carneum ingår i släktet Coleosporium och familjen Coleosporiaceae.   Inga underarter finns listade i Catalogue of Life.